# Charlevoix

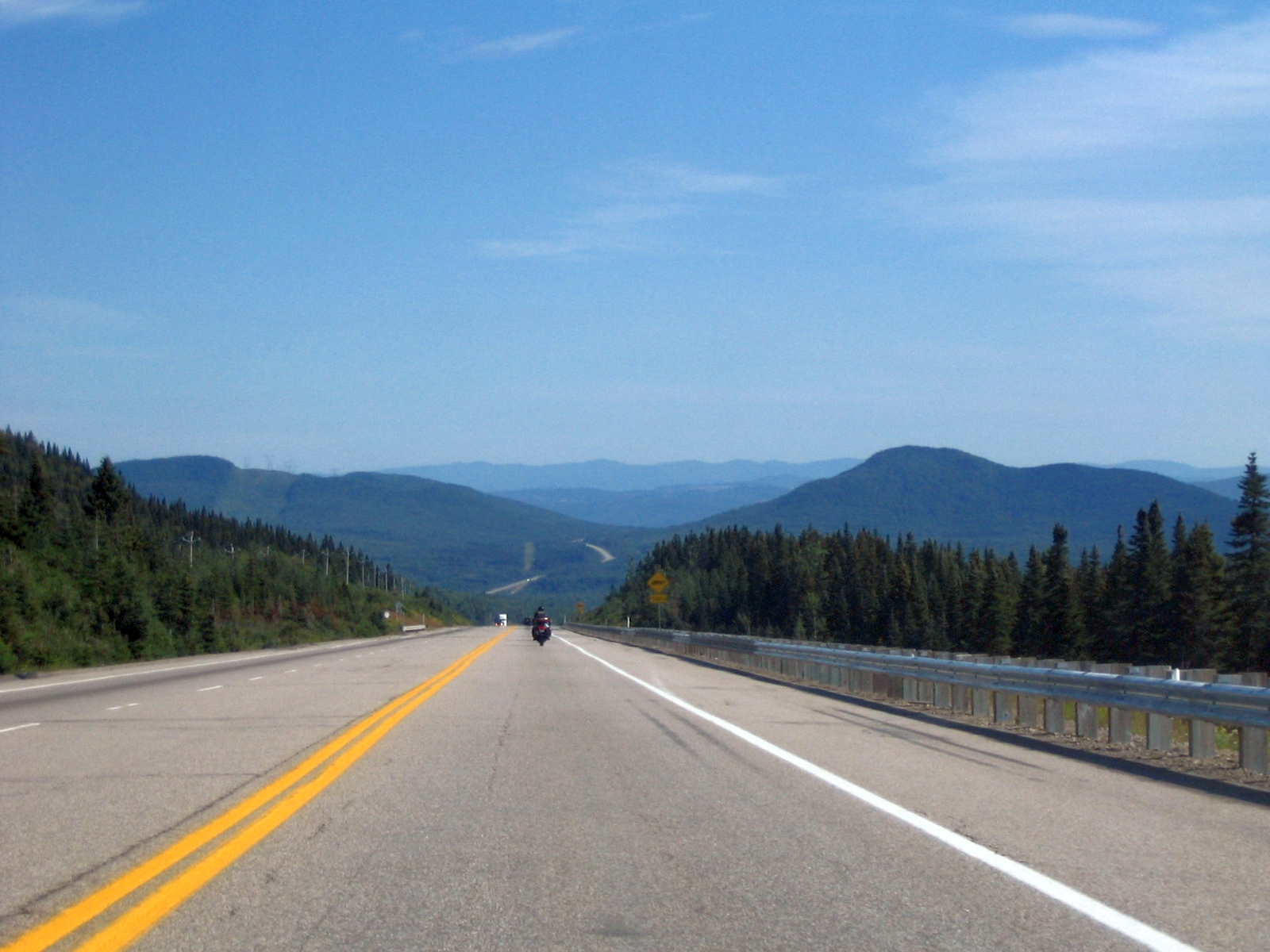
Carretera 138, cerca de Petite-Rivière-Saint-François. El relieve de la región de Charlevoix es típico del Escudo Canadiense, con abundantes montañas y tierras elevadas.

Charlevoix es una región natural e histórica de Quebec (Canadá), ubicada en la costa norte del río San Lorenzo entre la Petite-Rivière-Saint-François y la desembocadura del Río Saguenay. También es una región turística de Quebec. Fue reconocida en 1988 como Reserva de la Biosfera por el programa el hombre y la Biosfera de la UNESCO. 
Administrativamente Charlevoix forma parte de la región de la Capital Nacional y se divide en dos municipios regionales de condado : Charlevoix y Charlevoix Este. La región entre La Malbaie y Bahía de Saint-Paul corresponde al lugar de impacto de un asteroide, suceso producido hace aproximadamente 342 millones de años, conocido con el nombre de astroblema de Charlevoix (del francés: Astroblème de Charlevoix), haciendo un juego de palabras con «astro» y «problema». 

## Geología
En el centro de la región está el cráter de Charlevoix, que se encuentra a caballo entre la costa de Charlevoix y el río San Lorenzo.

## Historia
El nombre de Charlevoix se le dio a esta región por primera vez en 1855 cuando se redibujó el mapa electoral de la Provincia Unida de Canadá, honrando la memoria del viajero e historiador jesuita Pierre François Xavier de Charlevoix.